# Maria Maratab
Maria Maratab (* 1. Januar 1991) ist eine pakistanische Leichtathletin, die in zahlreichen Disziplinen an den Start geht, ihre größten Erfolge aber im Dreisprung verzeichnet.

## Sportliche Laufbahn
Erste internationale Erfahrungen sammelte Maria Maratab im Jahr 2013, als sie bei den Asienmeisterschaften in Pune im 100-Meter-Hürdenlauf mit 15,68 s in der ersten Runde ausschied. 2016 nahm sie erstmals an den Südasienspielen in Guwahati teil und belegte dort in 12,97 s den siebten Platz im 100-Meter-Lauf und erreichte im Hürdensprint in 15,53 s Rang sechs. Zudem wurde sie im Dreisprung mit 11,68 m ebenfalls Sechste. Im Jahr darauf belegte sie bei den Islamic Solidarity Games in Baku mit 5,31 m den achten Platz im Weitsprung und erreichte im Hürdenlauf in 15,10 s Rang sieben und wurde mit der pakistanischen 4-mal-100-Meter-Staffel in 48,75 s Sechste. Anfang September gelangte sie bei den Asian Indoor & Martial Arts Games in Aşgabat mit 9,33 s auf den siebten Platz im 60-Meter-Hürdenlauf und klassierte sich im Dreisprung mit neuem Landesrekord von 11,52 m auf dem achten Platz. 2018 schied sie bei den Asienspielen in Jakarta über 100 m Hürden mit 15,72 s in der Vorrunde aus und verzichtete anschließend auf einen Start im Dreisprung. 2019 nahm sie erneut an den Südasienspielen in Kathmandu teil und belegte dort in 15,23 s den fünften Platz im Hürdenlauf und wurde auch im Dreisprung mit 12,10 m Fünfte.
2017 und 2018 wurde Maratab pakistanische Meisterin im Dreisprung sowie im 100-Meter-Hürdenlauf.

## Persönliche Bestleistungen
- 100 Meter: 12,97 s (+0,5 m/s), 9. Februar 2016 in Guwahati
- 100 m Hürden: 15,10 s (+1,0 m/s), 18. Mai 2017 in Baku
  - 60 m Hürden (Halle): 9,32 s, 18. September 2017 in Aşgabat
- Weitsprung: 5,31 m (+0,8 m/s), 18. Mai 2017 in Baku
- Dreisprung: 12,25 m, 11. November 2019 in Peschawar (pakistanischer Rekord)
  - Dreisprung (Halle): 11,52 m, 18. September 2017 in Aşgabat (pakistanischer Rekord)